# Dardanus calidus
Dardanus calidus (Risso, 1827) è un crostaceo decapode appartenente alla famiglia Diogenidae. Viene detto anche paguro Bernardo, come il congenere Dardanus arrosor.

## Distribuzione e habitat
È endemico del Mar Mediterraneo e vive da pochi metri di profondità fino a 100 metri.

## Descrizione
Carapace e chele (la sinistra più grande della destra) sono di colore rosso, ricoperti da tubercoli. Le articolazioni sono caratterizzate da strisce bianche. Fino a 10 centimetri di lunghezza.

## Biologia

### Comportamento
Come tutti i paguri utilizza conchiglie di gasteropodi come protezione. La conchiglia viene ornata con attinie urticanti, spesso della specie Calliactis parasitica.

### Riproduzione
Si riproduce in luglio e agosto.